# Simone Scopelliti
Simone Scopelliti (Reggio Calabria, 6 aprile 1994) è un pallavolista italiano, centrale del Prata.

## Carriera
La carriera di Simone Scopelliti inizia nella squadra della sua città, il Luck, con cui disputa un campionato di Serie C. Riceve alcune convocazioni nella nazionale italiana Under-19.
All'inizio della stagione 2011-12 si trasferisce a titolo definitivo alla Pallavolo Modena.
Nella stagione 2012-13 viene inserito nel settore giovanile della Callipo Sport di Vibo Valentia, società con cui, nella stagione successiva, fa il suo esordio in Serie A1 e dove rimane anche nella stagione 2014-15 quando la squadra disputa la Serie A2.
Nell'annata 2015-16 veste la maglia della Materdomini Volley di Castellana Grotte, dove resta per due annate, prima di accasarsi per la stagione 2017-18 alla neopromossa New Real Gioia, sempre in serie cadetta.
Nella stagione 2018-19 viene ingaggiato dalla New Mater, in Superlega, categoria dove milita anche nell'annata successiva con l'Argos. Per il campionato 2020-21 difende i colori del Tricolore, in Serie A2, dove resta per due annate, per poi passare, nella stagione 2022-23, al Prata, neopromossa in serie cadetta.